# 查亞科略山
20°3′S 68°40′W / 20.050°S 68.667°W
查亞科略山（Ch'alla Qullu），是南美洲的山峰，位於玻利維亞和智利接壤的邊境，屬於安第斯山脈中玻利維亞西部山脈的一部分，海拔高度約4,345米。